# Tipula (Pectinotipula) titicacae
Tipula (Pectinotipula) titicacae is een tweevleugelige uit de familie langpootmuggen (Tipulidae). De soort komt voor in het Neotropisch gebied.